# Richard Zsigmondy
Richard Adolf Zsigmondy (født 1. april 1865 i Wien, død 23. september 1929 i Göttingen) var en østrigsk kemiker, der modtog Nobelprisen i kemi i 1925 for sit arbejde med kolloide opløsninger. Han har endvidere konstrueret ultramikroskopet.
Richard Zsigmondy var søn af lægen Adolf Szigmony, der døde da sønnen var blot 15 år gammel. Han studerede først kemi under professor Ernst Ludwig (1842 – 1815) på det medicinske fakultet i Wien, og sidenhen gik han på den tekniske højskole i Wien. I 1887 rejste han til München for at studere organisk kemi hos professor Wilhelm von Miller og blev senere assistent for fysikeren August Kundt i Berlin.
I 1893 fik han beskæftigelse som kemiker og lærer på den tekniske højskole i Graz. I 1897 blev han forsker hos Firma Schott und Genossen i Jena. Han forlod firmaet allerede i 1900 for helt at hellige sig sin egen forskning.
I 1907 flyttede han sammen med sin familie til en ejendom i Terlage nær Trento, og senere samme år blev han ordinær professor og leder ved instituttet for uorganisk kemi ved Göttingens universitet. Han havde denne stilling frem til sin pensionering i februar 1929 nogle få måneder før sin død.
I Jena og som professor i Göttingen, udførte Zsigmondy banebrydende forskning i kolloid kemi. Ideen til et ultramikroskop, der skulle gøre det muligt at se submikroskopiske partikler langt under de dengang tilgængelig mikroskopers grænse, kom fra Zsigmondy og udvikledes af ham sammen med fysikeren og optikeren Heinrich F. W. Siedentopf med specialfremstillet optik af Zeiss i 1903. 
Han modtog Nobelprisen i kemi for opdagelsen af kolloide opløsninges heterogene natur samt de afledte metoder, der er grundlaget for den moderne kolloidkemi.